# Maucatar
| \| \| |
|       |

|  |

Maucatar (Maukatar) ist ein osttimoresisches Verwaltungsamt (portugiesisch Posto Administrativo) in der Gemeinde Cova Lima. Hauptort ist Ogues.

## Geographie

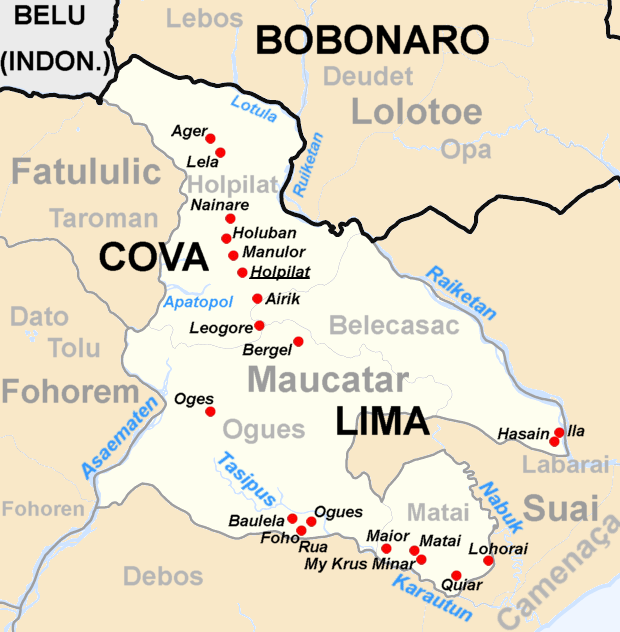
Orte und Flüsse in Maucatar (Grenze bis 2015)

Bis 2014 wurden die Verwaltungsämter noch als Subdistrikte bezeichnet. Vor der Gebietsreform 2015 hatte Maucatar eine Fläche von 114,56 km². Nun sind es 138,68 km².
Das Verwaltungsamt liegt im nördlichen Zentrum Cova Limas. Südlich und östlich liegt das Verwaltungsamt Suai und westlich die Verwaltungsämter Fohorem und Fatululic. Im Norden befindet sich die Gemeinde Bobonaro mit seinem Verwaltungsamt Lolotoe. Im Nordwesten grenzt Maucatar an das indonesische Westtimor.
Maucatar teilt sich in vier Sucos: Belecasac, Holpilat, Matai und Ogues.

Klimadaten
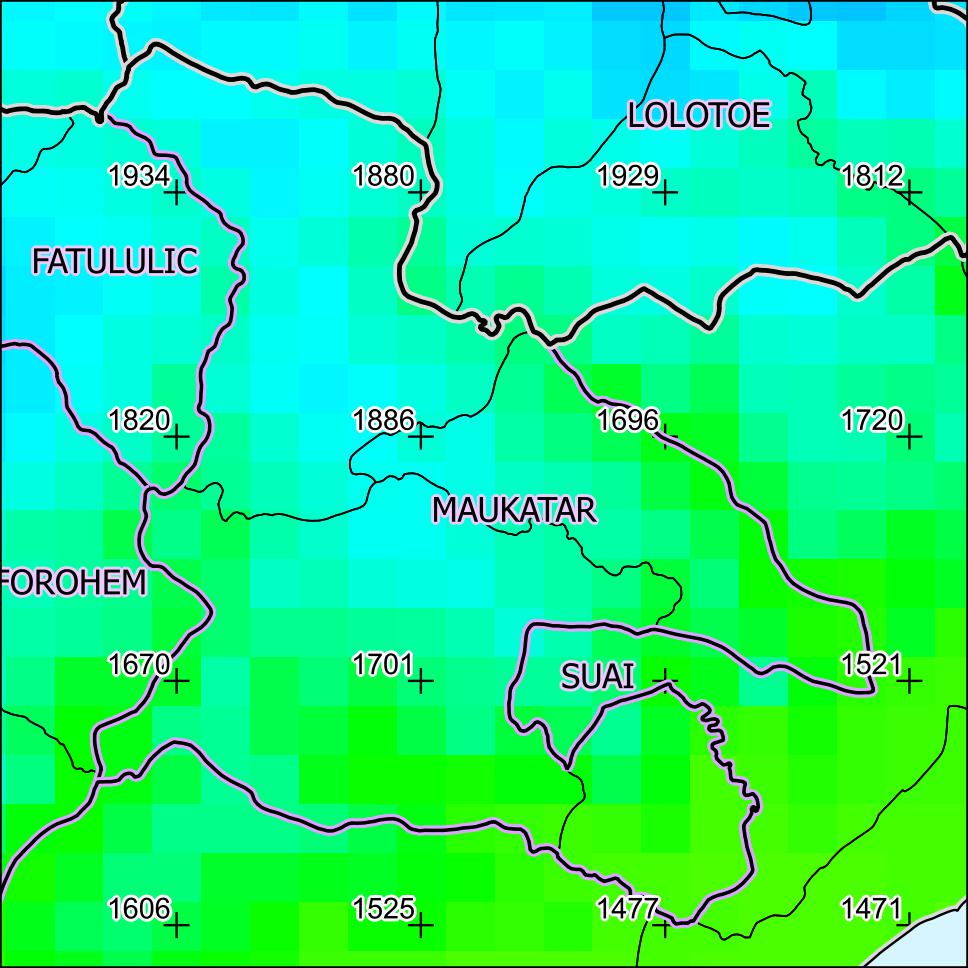
Jährliche Niederschlagsmenge (2000)
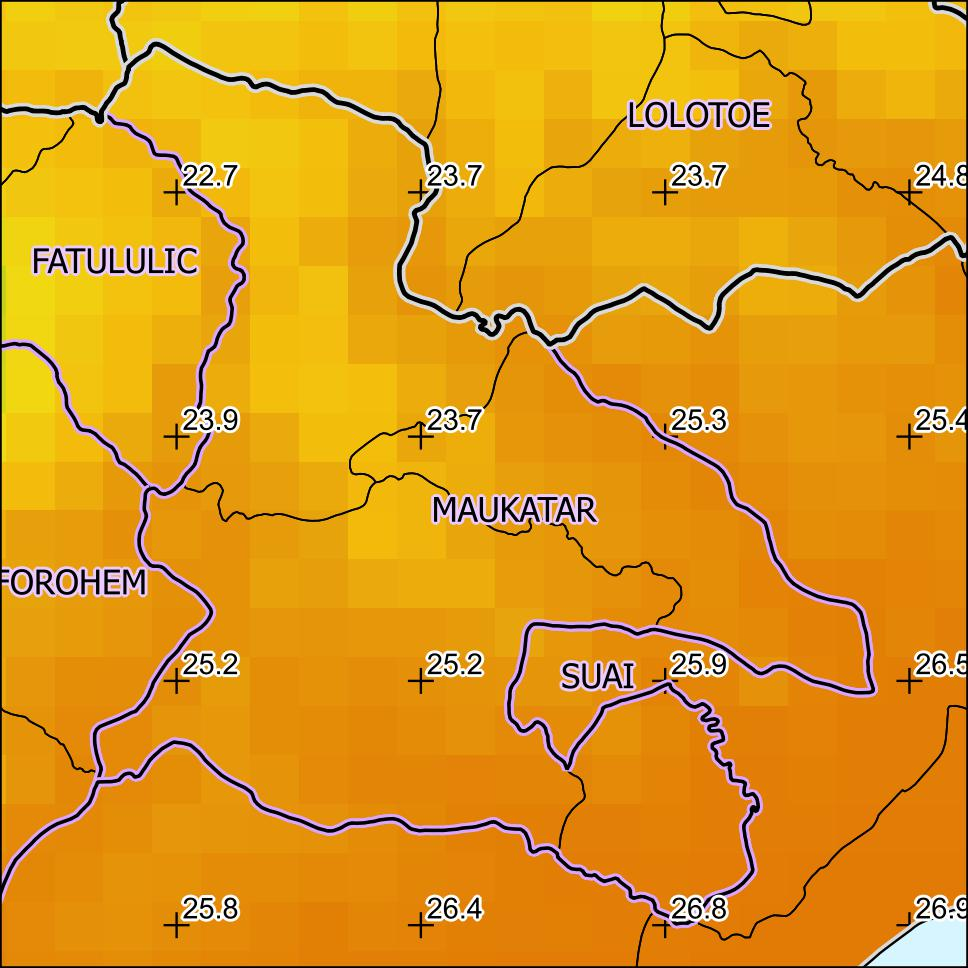
Jahresdurchschnitts-temperatur (2000)

## Einwohner

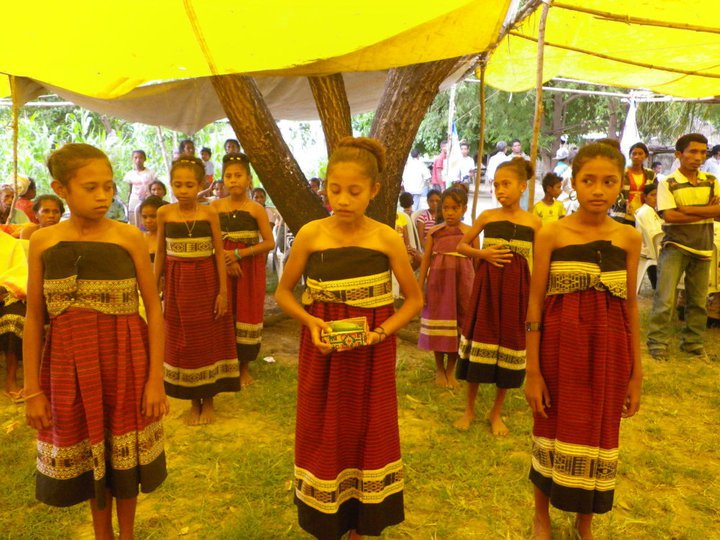
Traditioneller Tanz in Matai

In Maucatar leben 10.793 Menschen (2022), davon sind 5.494 Männer und 5.299 Frauen. Im Verwaltungsamt gibt es 2.121 Haushalte. Die größte Sprachgruppe bilden die Sprecher der Nationalsprache Bunak. Nur in Matai spricht die Mehrheit Tetum. Der Altersdurchschnitt beträgt 18,8 Jahre (2010, 2004: 17,2 Jahre).

## Geschichte

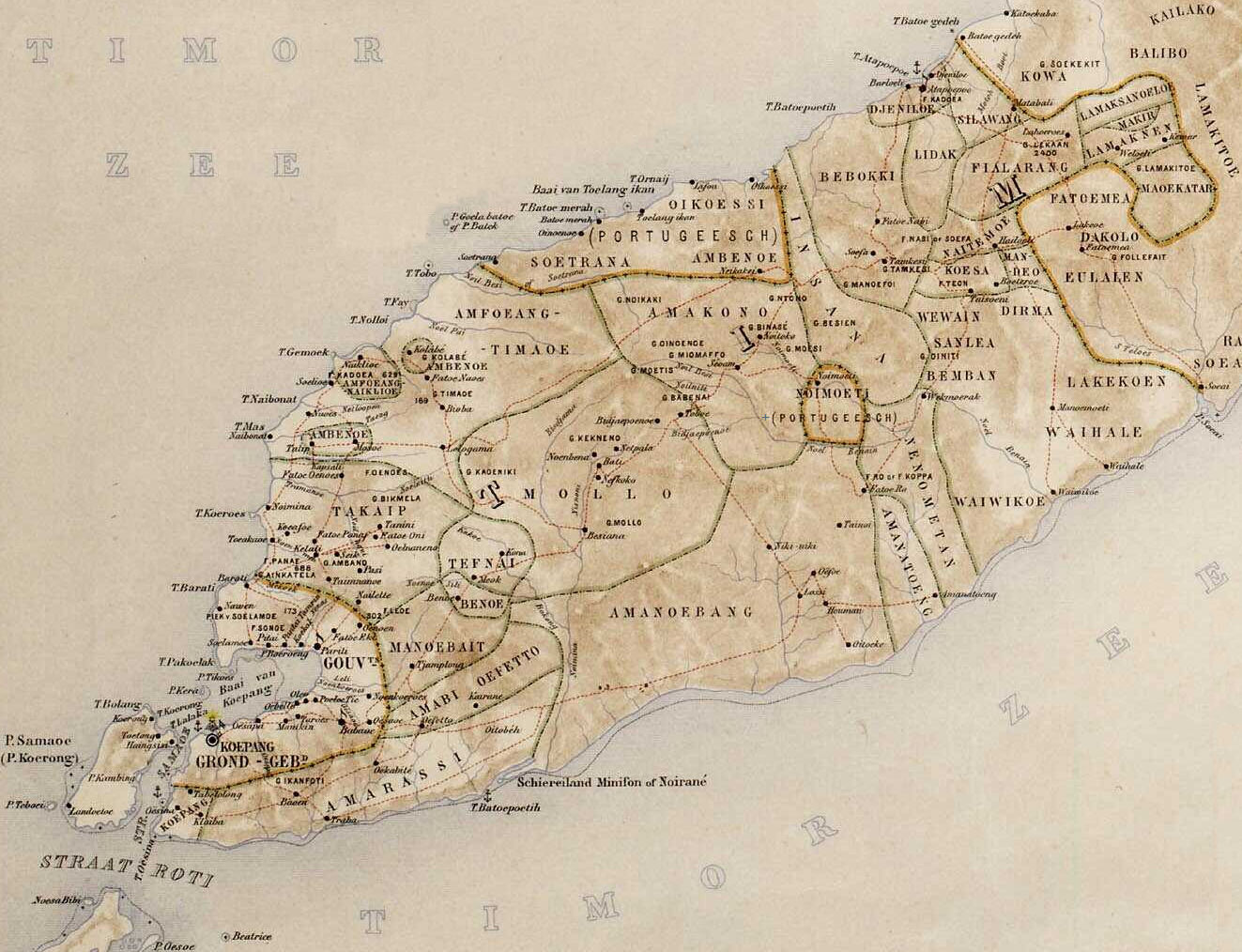
Maukatar auf einer niederländischen Karte von 1898

Maucatar war eines der timoresischen Kleinreiche, die von einem Liurai regiert wurden. Nach mündlichen Überlieferungen war es dem Reich von Fohorem unterstellt und tributpflichtig. Nach dem Vertrag von Lissabon von 1859 stand Maucatar offiziell zunächst unter niederländischer Oberhoheit. Die Grenzen der Enklave orientierten sich an den Grenzen der lokalen Bunak-Reiche. Das Gebiet gehört heute zu den Sucos Holpilat, Taroman, Fatululic, Dato Tolu und Lactos. Ringsherum lagen timoresische Reiche, die Portugal zugeordnet waren. Nur das Reich von Lakmaras bildete von Norden her eine Verbindung zwischen Maucatar und den restlichen niederländischen Gebieten.
1897 kam es zum Krieg zwischen Lakmaras und dem Reich von Lamaquitos, das auf der portugiesischen Seite in Bobonaro lag. Auch koloniale Truppen wurden in die Gefechte verwickelt. Lakmaras fiel letztlich unter die Vorherrschaft von Lamaquitos und damit unter portugiesische Oberhoheit. Maucatar war nun eine Exklave und müsste nach dem Vertrag nun an Portugal fallen. Andererseits war das Reich von Tahakay, nördlich von Fatululic, zwischenzeitlich an das Reich von Lamaknen gefallen. Tahakay gehörte zuvor zur portugiesischen Einflusssphäre, Lamaknen zur niederländischen. Portugal wehrte sich in den Verhandlungen von 1902 gegen diesen Verlust und forderte daher nun die gesamten niederländischen Gebiete im Zentrum Timors. Mit der Den Haag-Konvention vom 1. Oktober 1904 wurde ein Kompromiss geschlossen. Portugal sollte Maucatar erhalten, im Austausch für die portugiesische Enklave Noimuti in Westtimor und die Grenzgebiete Tahakay, Tamira Ailala (östlich von Fatumean) und Lamaknen. Portugal ratifizierte den Vertrag bis 1909, doch dann kam es zum Streit um die Grenzziehung an der Ostgrenze von Oe-Cusse Ambeno. Der Gebietsaustausch verzögerte sich. 1910 nutzten die Niederlande die unübersichtliche Situation nach dem Sturz der portugiesischen Monarchie, um sich Lakmaras erneut mit europäischen und javanischen Truppen anzueignen. Im Februar 1911 versuchte Portugal der Konvention von 1904 folgend Maucatar zu besetzen. Jedoch sah es sich im Juni einer überlegenen niederländischen Streitmacht aus ambonesischer Infanterie, unterstützt von europäischen Soldaten, gegenüber. Am 11. Juni besetzten Portugiesen das Territorium von Lakmaras, doch am 18. Juli drangen auch hier niederländische und javanische Truppen ein.

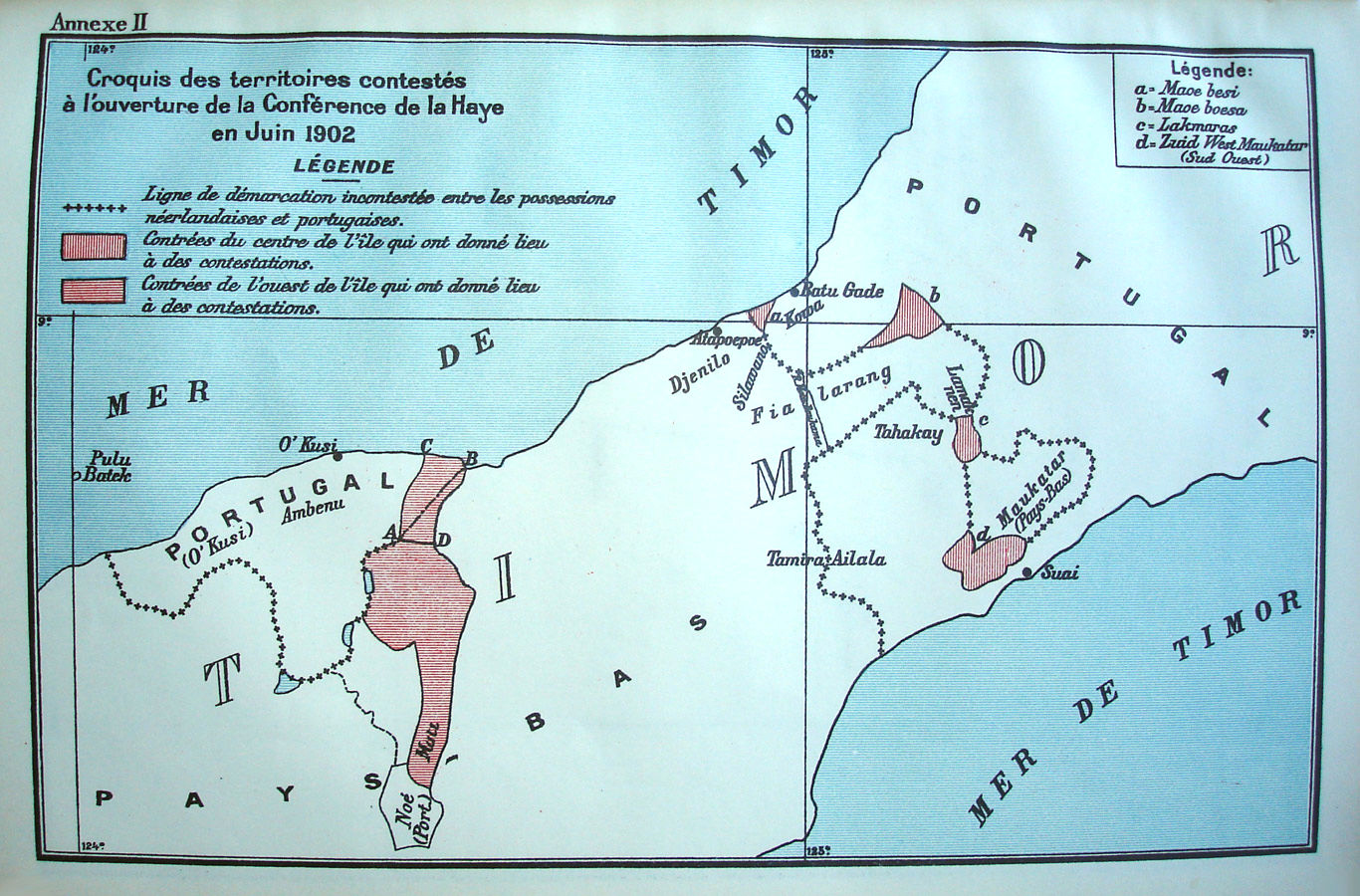
Karte zum Schiedsspruch des Ständigen Schiedshofs vom 25. Juni 1914 zu den Grenzen auf Timor

Im Oktober 1911 kam es zur Rebellion von Manufahi, die die Portugiesen in Bedrängnis brachte. Der Militärposten in Suai wurde am 8. Dezember 1911 aus Angst vor den Aufständischen geräumt. Am 29. Dezember suchten 1.200 Timoresen Schutz im niederländischen Maucatar, da sie Repressalien durch die Portugiesen befürchteten. Unter ihnen befanden sich auch der Liurai von Camenaça und sein Gefolge. Die Rebellion dehnte sich schnell in der gesamten Region aus und konnte von den Portugiesen erst im April 1912 endgültig niedergeschlagen werden. Die Schwächung Portugals durch die Rebellion machte es bereit für Verhandlungen mit den Niederländern zur endgültigen Grenzziehung. Am 17. August 1916 wurde der Vertrag in Den Haag unterzeichnet, der weitgehend die heute noch bestehende Grenze zwischen Ost- und Westtimor festlegte. Am 21. November wurden die Gebiete ausgetauscht. Unter anderem fielen Lakmaras, Tahakay und Tamira Ailala an die Niederlande. Maucatar ging an Portugal, was dort eine Panik auslöste. Vor der Übergabe an die Portugiesen zerstörten dort 5000 Einheimische, meist Bunak, ihre Felder und siedelten in den niederländischen Teil Timors über.
1976 war Maucatar ein Rückzugsgebiet der FALINTIL, die gegen die indonesischen Invasoren kämpfte. Hier gründete sie eine base de apoio, eine Widerstandsbasis, die Zuflucht für Flüchtlinge aus Suai, Lolotoe, Ermera und Ainaro bot. Später wurde die Basis von den Indonesiern zerstört. Am Berg Lak Hirin (Laquirin) starben viele Osttimoresen und Indonesier bei den Kämpfen während der indonesischen Invasion. 1989 wurde hier ein Denkmal in Form eines Kreuzes errichtet, das an die Opfern erinnern soll.
In Leogore befand sich ein Posten der pro-indonesischen Miliz Laksaur, die an der Gewaltwelle um das Unabhängigkeitsreferendum in Osttimor 1999 beteiligt war. Auch im damaligen Subdistrikt Maucatar kam es zu Morden, Überfällen und Vertreibungen. Am 9. April 1999 griffen Mitglieder Laksaurs die Orte Holpilat und Nainare an und brannte Häuser nieder. Mehrere hundert Menschen flohen in die Wälder. Am 9. September wurden in Matai vier Menschen durch das indonesische Militär und Milizen ermordet.
Anfang 2010 gab es Gerüchte über Verbrecherbanden, die die Bevölkerung, als „Ninja“ verkleidet, terrorisieren. Die Regierung startete darauf eine großangelegte Polizeiaktion.

## Politik

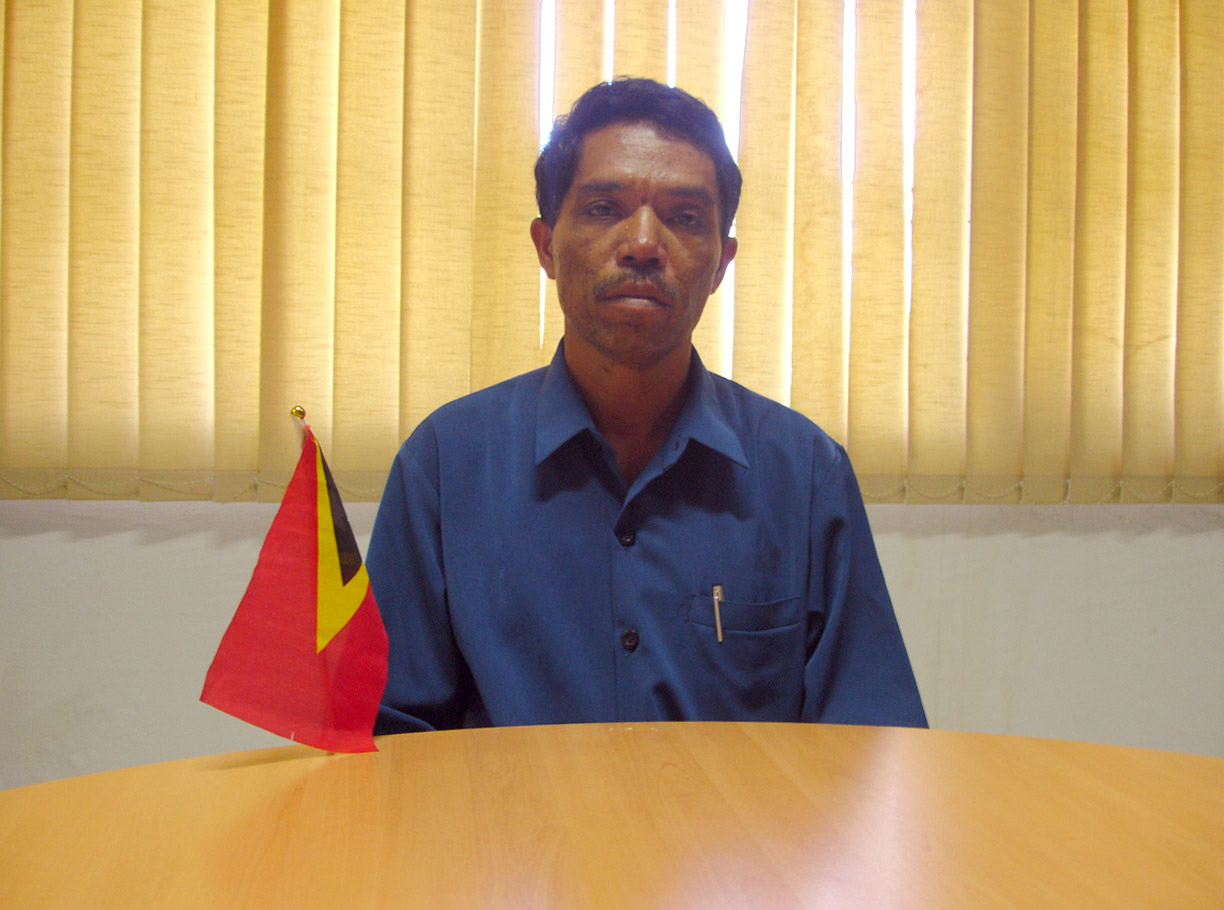
Administrator José Pina Cardoso (2013)

Der Administrator des Verwaltungsamts wird von der Zentralregierung in Dili ernannt. 2013 war dies José Pina Cardoso, 2015/2016 Sebastião Guterres. Am 29. Januar 2024 wurde Laurentino de Jesus zum Administrator ernannt.

## Wirtschaft
50 % der Haushalte im Verwaltungsamt bauen Mais an, 50 % Maniok, 46 % Gemüse, 47 % Kokosnüsse, 12 % Kaffee und nur 3 % Reis.